# 北島美穂
北島 美穂（きたじま みほ、1968年7月3日 - ）は、日本のフリーアナウンサー、ラジオパーソナリティ。

## 来歴
徳島県出身。国際基督教大学教養学部卒業。
大学卒業後、1992年4月に中京テレビ放送に入社し、編成局アナウンス部に配属。1995年3月に同局を退社して徳島県へ戻り、同年4月から1997年3月までNHK徳島放送局の契約キャスターを務めた。
NHK徳島との契約終了後、1997年10月からフリーアナウンサーとして活動。これ以後は関東地方での活動が中心となり、2001年からはイーグル・ベイに、2016年からはオフィスキイワード東京事務所に所属していた。

## 人物
実用英語技能検定準1級合格者で、英語による司会が可能。アメリカ合衆国コネチカット州へのホームステイ経験もあり。

## 出演

### 中京テレビ
- 24時間テレビ 「愛は地球を救う」 - リポーター
- 中京テレビニュースプラス1 - リポーター、週末版キャスター
- おはようテレワッサン - リポーター
- 奥様ランチ

### NHK徳島放送局
- イブニングニュース - キャスター

### フリー転向後
- グルメな冒険 お願い!リストランテ（テレビ朝日） - リポーター
- 東京シティ競馬中継（TOKYO MX） - 企画コーナー担当
- J-WAVE TRIAL （J-WAVE） - パーソナリティ[4]
- テキスト要らずの英会話（東海道新幹線車内放送[2]） - アシスタント
- ジャスト（TBS） - 金曜リポーター
- THE BREEZE （FMヨコハマ） - パーソナリティ
- Sony Music Access （テレビ神奈川）
- カイシャの羅針盤（テレビ神奈川） - インタビュアー、ナレーター
- Sunset Breeze （FMヨコハマ） - パーソナリティ